# Bindu (sánscrito)
Bindu (devanāgarī : बिन्दु) es una palabra del sánscrito que significa « gota », « punto (en este caso: punto diacrítico) » o incluso « marca sobre el rostro ». Se escribe o grafica del siguiente modo sobre la letra que es diacritizada:(ं) (ej.: मं).

## Bindu gramatical
Aunque la bindu suele ser actualmente más conocida por los practicantes de las diversas escuelas de yoga y en general por el hinduismo con un significado místico, entre los lingüistas estudiosos de la gramática del sánscrito el bindu o la bindu usado en ortografía es el signo que corresponde a la anusvāra el cual es un fonema de nasalización. En tal caso este signo ortográfico consiste en un punto escrito (punto sobreescrito) o impreso sobre la sílaba nasal escrita en alfabeto devanāgarī.
Entonces: no se debe confundir literalmente el bindu como signo diacrítico con el concepto religioso (frecuentemente conocido mediante las prácticas del yoga fuera de la India). Para la acepción de la palabra sánscrita bindu (que llega a significar «semilla») usada en conceptos religiosos y en el yoga corresponde hablar de bindu en el yoga. 